# Речно корито
Речно корито или русло е част от речната долина, заета от воден поток. Речното корито на големите реки има ширина от няколко m до десетки km (долните течения на Об, Лена, Амазонка), като при това нарастването на дълбочината на речното корито в зависимост от увеличаването на размера на реката протича много по-бавно, за сметка на увеличаването на ширината. По протежение на речното корито има дълбоки места (вирове), които се редуват с плитчини. Речните корита на равнинните реки обикновено са с много завои (меандри) или разделени на ръкави, формирани в тинести, пясъчни или чакълести наслаги. Речните корита на планинските реки са предимно праволинейни, често с наличие на прагове и водопади и обикновено задръстени от големи камъни и валуни.
Страничната граница на речното корито е известна като бряг. Наводнение възниква, когато поток излезе от бреговете си и се излее в своята заливна равнина. Като общо правило коритото е частта на водния поток до нормалната водна линия, а бреговете са частта над нормалната водна линия. Въпреки това, тъй като водният поток варира, тази диференциация подлежи на тълкуване. Обикновено коритото се поддържа чисто от сухоземна растителност, докато бреговете са подложени на воден поток само по време на необичайни етапи на пълноводие и следователно могат да поддържат растителност през голяма част от времето.
Характерът на коритото на всеки поток винаги е функция на динамиката на потока и местните геоложки материали, повлияни от този поток. При малки потоци в мезофитни региони естеството на коритото на потока е силно чувствително към условията на валежния отток. Там, където естествените условия на пасища или гори подобряват пиковите потоци, коритата на потоците са стабилни, вероятно богати, с органична материя и проявяват минимално размиване. Тези потоци поддържат богата биота. Когато условията създават неестествени нива на оттичане, като например под пътищата, коритата на потоците ще показват по-голямо количество драскотини, често до основата и бреговете могат да бъдат подкопани. Този процес значително увеличава ерозията на водосбора и води до по-тънки почви, нагоре от коритото на потока, докато каналът се приспособява към увеличаването на потока. Коритото на потока е много сложно по отношение на ерозията. Седиментът се транспортира, ерозира и се отлага върху коритото на потока. По-голямата част от утайката, измита при наводнения, е утайка „близо до прага“, която е била отложена по време на нормален поток и се нуждае само от малко по-висок поток, за да стане отново подвижен. Това показва, че коритото на потока остава почти непроменено по размер и форма.
Коритото обикновено е това, което би останало, след като водният поток вече не съществува; коритата обикновено са добре запазени, дори ако бъдат затрупани, тъй като стените и каньоните, направени от потока, обикновено имат твърди стени, обикновено мек пясък и отломки запълват коритото. Коритата на сухите потоци също са обект на превръщане в подземни водни джобове (само заровени корита на потоци) и наводнения от проливни дъждове и вода, издигаща се от земята, и понякога може да са част от подмладяването на потока.